# Мирин из Бангора
Мирин (англ. St. Merinus; 565—620) — отшельник из Бангора-на-Ди, святой (день памяти — 6 января).

## Биография
Святой Мирин (или Мерин), ученик святого Динауда, был отшельником в Бангоре-на-Ди. В его честь освящены церкви в Уэльсе и Бретани.